# Bom Jardim (Rio de Janeiro)

Bom Jardim  este un oraș în unitatea federativă Rio de Janeiro (RJ), Brazilia.